# Another Suitcase in Another Hall
Another Suitcase in Another Hall este o melodie inclusă în muzicalul Evita cu versuri de Tim Rice și muzica de Andrew Lloyd Webber. Melodia a fost original lansată în 1977, devenind un hit pentru Barbara Dickson. A fost înregistrat de Madonna pentru coloana sonoră a filmului Evita din 1996. A fost ultimul single lansat de pe soundtrack, în martie 1997.
1. 1 2  ISWC-Net, accesat în 24 august 2022